# Sora (Künstliche Intelligenz)
Sora ist eine von OpenAI entwickelte generative künstliche Intelligenz, die auf die Erstellung von Videos aus Texteingaben spezialisiert ist (Text-zu-Video-Modell). Das Modell akzeptiert Textbeschreibungen, sogenannte Prompts, und generiert daraus kurze Videoclips in fotorealistischer Qualität, die den Beschreibungen der Nutzer entsprechen. Die Eingabeaufforderungen können sowohl künstlerische Stile und Fantasieszenarien als auch realistische Szenen umfassen.
Am 9. Dezember 2024 wurde Sora offiziell veröffentlicht und ist seitdem für Abonnenten von ChatGPT Plus und ChatGPT Pro zugänglich. Nutzer des Plus-Tarifs können monatlich bis zu 50 priorisierte Videos in 720p-Auflösung mit einer Dauer von bis zu fünf Sekunden erstellen, während Pro-Nutzern bis zu 500 priorisierte Videos zur Verfügung stehen, die sofort generiert werden. Zusätzlich können Pro-Abonnenten unbegrenzt „relaxed“-Videos in 1080p mit einer Länge von bis zu 20 Sekunden erzeugen und bis zu fünf Videos gleichzeitig in Auftrag geben. Mit der Einführung von Sora Turbo wurde zudem eine deutlich schnellere Generierung ermöglicht. Neben der Erstellung von Videos aus Texteingaben bietet Sora auch die Möglichkeit, Bilder zu animieren und bestehende Videos zu remixen. Um Missbrauch vorzubeugen, enthalten alle generierten Inhalte sichtbare Wasserzeichen und C2PA-Metadaten. Zudem müssen Nutzer bestätigen, dass hochgeladene Inhalte keine jugendgefährdenden oder urheberrechtlich geschützten Materialien enthalten.
Ursprünglich war Sora vor allem in den USA und einigen weiteren Ländern verfügbar. Mittlerweile ist der Dienst auch in der EU, im Vereinigten Königreich, in der Schweiz sowie in Norwegen, Liechtenstein und Island zugänglich. OpenAI hatte Sora zunächst einer kleinen Gruppe von Kreativen – darunter Videofilmer und Künstler – zugänglich gemacht, um Feedback zu sammeln, bevor der offizielle Rollout erfolgte.
OpenAI hat mit DALL-E bereits ein Text-zu-Bild-Programm und mit ChatGPT einen KI-basierten Chatbot veröffentlicht, die beide weltweit für großes Aufsehen sorgten. Vor Sora wurden bereits mehrere andere Modelle zur Generierung von Text in Videos entwickelt, darunter Make-A-Video von Meta, Gen-2 von Runway und Lumiere von Google. Das Entwicklungsteam nannte das Modell nach dem japanischen Wort für „Himmel“, um sein „grenzenloses kreatives Potenzial“ zu verdeutlichen. Das Modell basiert auf einem probabilistischen Ansatz und wurde mit tausenden Videos aus frei zugänglichen und lizenzierten Quellen trainiert.
Die veröffentlichten Videos von Sora haben in der Film- und Werbeindustrie breite Diskussionen ausgelöst. Neben der Begeisterung über die neuen kreativen Möglichkeiten werden auch Befürchtungen laut, dass das Modell zur Erstellung von Fälschungen (Deepfakes) oder zur Verbreitung nicht jugendfreier Inhalte missbraucht werden könnte. Urheberrechtliche Fragen und Bedenken hinsichtlich der Verwendung von Trainingsdaten aus dem Internet werden kontrovers diskutiert. Der Filmemacher Tyler Perry etwa machte bekannt, dass er aufgrund der potenziellen Auswirkungen von Sora seine geplante 800-Millionen-Dollar-Erweiterung seines Studios in Atlanta vorerst auf Eis gelegt hat.